# Speos Artemidos
Speos Artemidos ('cova d'Artemisa') és un temple de l'Egipte mitjà. Està situat al costat de Beni Hassan, a 3 km a l'est, a la vora del Wadi Batn el-Baqara, on es troben dos temples excavats a la roca (d'aquí el nom "speos") erigits per la reina Hatshepsut en honor de la dea de cap de lleó Pakhet, que portava els títols de la "dea de la boca del riu" i "la dea que obre el camí de les pluges tempestuoses", la qual era adorada a la regió (era anomenada també "La que rasca"). La dea també es presentava amb l'aspecte d'Hathor. És el més gran dels dos temples el que és conegut com a Speos Artemidos ('La gorja d'Artemisa') que li va donar Champollion (els grecs identificaven Pakhet amb Artemisa). En àrab, es diu Istabl Antar ('L'estable d'Antar', del nom d'un poeta local preislàmic).
La façana té una longitud de 15 metres, però la forma és original i única en els temples egipcis. Té una inscripció en 42 columnes que parla a déu i als humans, presentant els treballs d'Hatshepsut al lloc i a tota la regió; la reina es glorifica d'haver reconstruït monuments destruïts sota els hicsos més de seixanta anys abans. A l'interior, una sala (pronaos) sostinguda per dues línies de 4 pilars, que havien de rebre una decoració adequada, però no es van acabar (Hathor a la part vers l'exterior i Osiris a la part vers l'interior); els pilars porten els cartutxos de Tuthmosis III, Seti I i segurament Pinedjem I; a la part oriental de les parets del temple, estan gravades escenes del regnant d'Hatshepsut, però arreglades sota Seti I. La part occidental presenta escenes de Seti I. A la porta que segueix hi ha el nom de Seti I, i després Paynedjem I amb corona roja; segueix un corredor amb escenes de la coronació de Seti I i ofrenes a Pakhet; hi ha alguns grafits faraònics, grecs i coptes; el corredor porta al santuari, que no fou acabat; hi ha un nínxol buit que porta el nom de Seti I probablement per una estàtua; a l'esquerra, un nínxol amb l'estàtua de Pakhet.
No lluny de l'Speos, hi ha una petita capella rústica dedicada a Pakhet per Hatshepsut, Tuthmosis III i Neferure (filla de Hatshepsut). Fou igualment tallada a la roca i no fou acabada, però després fou decorada en el regnat d'Alexandre II. Aquesta capella és coneguda com a Speos Batn al-Bakarah.
Els dos temples són rodejats per restes de cementiris de gats, animal que era dedicat a la dea Pakhet. Algunes de les coves de la regió foren habitades pels primers cristians als segles iii i iv.